# Nada Subotić
Nada Subotić (Bošnjaci, 11. listopada 1931. – Zagreb, 28. siječnja 2016.) bila je hrvatska kazališna, televizijska i filmska glumica.

## Životopis
Nada Subotić rođena je 11. listopada 1931. godine u Bošnjacima kod Županje. Osnovnu školu i gimnaziju pohađala je u Vinkovcima. Glumom se počela baviti još za vrijeme gimnazijskog školovanja. Akademiju dramske umjetnosti završila je 1954. u Zagrebu, a od rujna iste godine članica je kazališta Gavella, na čijoj je pozornici provela cijeli svoj radni vijek, sve do odlaska u mirovinu 1990. Nastupala je na radiju i televiziji ("Posljednji Stipančići", "Sezona lova", "U registraturi", "Čovik i po"). Potkraj 2005. proslavila je pedesetu godišnjicu umjetničkoga rada u kazalištu ulogom Mag Folan u predstavi "Ljepotica iz Leenanea" Martina McDonagha u kazalištu Mala scena u Zagrebu.
U Parizu se udala za književnika Juru Kaštelana s kojim je dobila jedno dijete, kćer Ladu, dramaturginju i dramatičarku. Preminula je 28. siječnja 2016. godine u Zagrebu u 85. godini života.

## Filmografija

### Televizijske uloge
- "San bez granica" (1991.)
- "Večernja zvona" kao časna sestra (1988.)
- "Nepokoreni grad" kao supruga domobranskog pukovnika (1982.)
- "Ima nade za nomade" (1976.)
- "U registraturi" kao Ferkonjina majka Mara (1974.)
- "Čovik i po" kao Paulina (1974.)
- "Velika mala pričaonica" (1969.)
- "Dileme" (1966.)

### Filmske uloge
- "Kotlovina" kao doktorica Perak (2011.)
- "Ispod crte" kao Irma Požgaj (2003.)
- "Tajna Branka Gavelle" kao gošća dokumentarca (2002.)
- "Put u Raj biznis klasom" (2002.)
- "Krhotine – Kronika jednog nestajanja" kao Marija (1991.)
- "Adagio" kao Vesna (1989.)
- "Sokol ga nije volio" kao Staza (1988.)
- "Večernja zvona" kao časna sestra (1986.)
- "Crveni i crni" kao Domina Perbako (1985.)
- "Nitko se neće smijati" kao Marija (1985.)
- "Zločin u školi" kao profesorica s naočalama (1982.)
- "Gospođica" (1980.)
- "Gospođa iz Sarajeva" (1980.)
- "More" (1979.)
- "Grad pod jedrima" (1978.)
- "Istarska rapsodija" kao Luce (1978.)
- "Šjora Nikoleta" kao šjora Nikoleta (1976.)
- "Slučaj maturanta Wagnera" (1976.)
- "Basna" (1974.)
- "Zaista zamršen slučaj" (1973.)
- "Putovanje" (1972.)
- "U gori raste zelen bor" kao Nikolina žena (1971.)
- "Mirisi, zlato i tamjan" kao glas madone (1971.)
- "Overnjonski senatori" (1970.)
- "Čamac za kron-princa" (1969.)
- "Kanarinac" (1969.)
- "Neznani general" (1969.)
- "Sezona lova" (1968.)
- "Posljednji Stipančići" kao gospođa Valpuga (1968.)
- "Tango" (1968.)
- "Kruh" (1968.)
- "Protest" kao Marija (1967.)
- "Kroz šibe" (1967.)
- "Cintek" (1967.)
- "Mrtvački ples" (1966.)
- "Gogoljeva smrt" (1964.)
- "Vrapčić" (1964.)
- "Službeni položaj" kao članica upravnog odbora (1964.)
- "Pred smrt" (1964.)
- "Arina" (1963.)
- "Ženidba" (1960.)
- "Oko božje" (1960.)

## Nagrade
1997. je dobila nagradu Vladimir Nazor za životno djelo u području kazališne umjetnosti.

## Vanjske poveznice
- Nada Subotić u internetskoj bazi filmova IMDb-u (engl.)